# TT303
La tombe thébaine TT 303 est située à Dra Abou el-Naga, dans la nécropole thébaine, sur la rive ouest du Nil, face à Louxor en Égypte.
C'est la tombe de Paser, troisième prophète d'Amon, durant la période ramesside.